# Glorie
Glorie è un piccolo paese della provincia di Ravenna. Ha una popolazione di 1.306 abitanti. Dista 10 chilometri da Bagnacavallo e 11 da Ravenna.
Sorge a 8 metri sopra il livello del mare.
Amministrativamente è diviso dalla Strada Statale 16 tra due comuni: Bagnacavallo a sud e Ravenna a nord (anche se la parte ravennate è costituita da poche case).

## Origine del nome
Chiamato secoli fa anche Giure il suo nome deriva dal latino de iure. Nel XV secolo in questa parte del Ravennate si scontravano gli interessi di due potenze dell'epoca: la Repubblica di Venezia e il Ducato di Ferrara. Il fiume Lamone attraversava tutta la pianura (appartenente al dominio di Venezia), ma andava a spagliare nelle valli in una zona di proprietà degli Este, provocando anche cospicui danni quando era in piena. Nel 1450 Borso d'Este (1413-1471), il signore di Ferrara, chiese ai veneziani che il Lamone fosse arginato. La Serenissima gli rispose che avrebbe dovuto provvedere da sé. Il Duca d'Este, allora, innalzò un argine a sue spese. Quell'opera divenne di diritto (de iure) una proprietà del duca d'Este.

## Luoghi d'interesse
- Villa Savoia: è un Palazzo padronale situato lungo la Via Reale, costruito nel XVII secolo e decorato da affreschi di Tommaso Bibiena.
- Scuola Materna "Villa Savoia": è una scuola materna situata accanto al palazzo Villa Savoia.

## Infrastrutture e trasporti
Glorie sorge lungo la Strada Statale 16 (detta localmente "Via Reale"). La parte principale del centro abitato è sul lato sud.

Da sud, la Strada provinciale 25 affianca il fiume Lamone da Traversara di Bagnacavallo fino a congiungersi con la SS 16 presso Glorie.

Treno: la Stazione di Glorie si trova lungo la ferrovia Ferrara-Rimini. 

Autobus: è possibile arrivare a Glorie in autobus attraverso le linee extraurbane di Ravenna.

## Religione
La parrocchia di San Francesco in Glorie fa parte della Diocesi di Faenza. Le principali ricorrenze religiose sono:
- Madonna del Fuoco, patrona della comunità (4 febbraio);
- Festa di San Francesco.